# 電気楽器
電気楽器（でんきがっき）とは、楽器の作る振動を、電気信号として取り出し、何らかの処理をして音声を出力する仕組みを持った楽器である。
電子楽器が電子回路を利用しているのに対し、電気楽器は電気回路を利用している点で異なる。
なお、ここで言う電子回路とは、特にトランジスタや真空管といった能動素子を用いたものである。また、ここで言う電気回路とは、電気を動力源として利用する回路や、電子回路であっても受動素子は利用するが能動素子は利用しないものを指す。
楽器として電気を使うが、音声の出力に電気を使わないものは電気楽器とは言わない（ヴィブラフォンや電気モーターで送風されるオルガンなど。）。

## 歴史

### 概要
特に厳密な定義をしないで、電気回路をつかった楽器を電気楽器とするならば、1748年にプロコプ・ディヴィシュは電磁石を使用したDenis D'Orが最初とされるがその詳細ははっきりしない。1759年にイエズス会の司祭、ドラボルデ（Jean-Baptiste Thillaie Delaborde）が発明したClavecin Électriqueは、カリヨン（複数の鐘を並べた楽器）を電動化したもので、ハンマーの部分を「警報ベル」の原理で電気的に振動させて、音楽を演奏しようとしたものである。同じように、電磁石をつかって、例えばピアノのハンマーを動かす楽器も現れた。1900年にイギリスの電気技術者、ウィリアム・ダッデルが実験して見せた、「singing arc」はアーク灯を点灯するための高周波回路のハム音を、コンデンサなどで周波数を変えて音階を作り、鍵盤で演奏して見せたものである。現在の一般的な意味での電子楽器を構成する技術が現れるのは、電気信号波形を音に変換させる「スピーカー」は19世紀後半には姿を見せ、音量を増加させるために必要な電流増幅のための真空管が出現するのは20世紀初頭である。エレクトリック・ギターに代表される従来の楽器の音色をマイクで拾って、スピーカで再生する楽器は1930年までには作られた。音色にあたる電気波形を作る折衷的な方法として、1930年代にローレンス・ハモンドによって、歯車状の磁性金属製の円盤を定速回転させて、電磁ピックアップにより磁界変化の波を音源とするハモンドオルガンが発明された。1930年代のレフ・テルミンの「テルミン」やモーリス・マルトノの「オンド・マルトノ」など、従来の楽器と違った表現力を持った楽器も作られている。

### タイムライン
1748年にプロコプ・ディヴィシュは電磁石を使用したDenis D’Orを発明した。1759年にClavecin Électrique、1785年にClavecin Magnetique、1867年にElectromechanical Piano、1876年にMusical Telegraph、1897年にテルハーモニウム(Telharmonium)、1899年にSinging Arc、1905年にHelmholtz Sound Synthesiser、1909年にChoralcelo、1912年にSound-Producing Deviceが発明された。以後は電子工学を取り入れた電子楽器の時代になる。1914年にWireless Organ、1915年にAudion Piano、1916年にOptophonic Piano、1918年にSynthetic Tone、1921年にElectrophon、Hugoniot Organ、1922年にテルミン、1923年にStaccatone、1924年にSphäraphon、1925年にRadio Harmonium、1926年にPianorad、Keyboard Electric Harmonium、Kurbelsphärophon、1927年にDynaphone、Cellulophone、Clavier à Lampes、Electronde、Robb Wave Organ、Superpiano、Neo Violena、1928年にオンド・マルトノ、Klaviatursphäraphon、1929年にOrgue des Ondes、Croix Sonore、Hellertion & Heliophonが発明された。

## 主な電気楽器
- エレクトリック・ギター(エレキギター)
- エレクトリックベース(エレキベース)
- エレクトリックピアノ(電気ピアノ)
  - フェンダーローズ
  - ウーリッツァー
  - エレピアン
- エレクトリック・ヴァイオリン(電子ヴァイオリン)
  - エレクトリック・アコースティック・ヴァイオリン
  - ヴィオラフォン
  - エレクトリック・チェロ
  - エレクトリック・アップライト・ベース
- エレクトリックハープ
- クラビネット
- コンボオルガン
  - ハモンドオルガン
- メロトロン
- マグナオルガン
- 電気オルガン - 一部電気オルガンと言われるものでも、単に送風動作が電気モーターで行われ、発音の部分に電気が使われないものがある。この原理の物は電気楽器ではない。